# گاسفیلد
گاسفیلد (به انگلیسی: Gosfield) یک روستا و محله مدنی در بریتانیا است که در Braintree واقع شده‌است. گاسفیلد ۱٬۳۶۲ نفر جمعیت دارد.